# Liste der Biografien/Dig
Liste der Biografien |
Portal Biografien |
Personensuche
# |
A |
B |
C |
D |
E |
F |
G |
H |
I |
J |
K |
L |
M |
N |
O |
P |
Q |
R |
S |
T |
U |
V |
W |
X |
Y |
Z |
?
 
Da |
Db |
Dc |
Dd |
De |
Dg |
Dh |
Di |
Dj |
Dk |
Dl |
Dm |
Dn |
Do |
Dq |
Dr |
Ds |
Du |
Dv |
Dw |
Dy |
Dz
 
Dia |
Dib |
Dic |
Did |
Die |
Dif |
Dig |
Dih |
Dij |
Dik |
Dil |
Dim |
Din |
Dio |
Dip |
Diq |
Dir |
Dis |
Dit |
Diu |
Div |
Diw |
Dix |
Diy |
Diz
Die Liste der Biografien führt alle Personen auf, die in der deutschsprachigen Wikipedia einen Artikel haben. Dieses ist eine Teilliste mit 78 Einträgen von Personen, deren Namen mit den Buchstaben „Dig“ beginnt.

## Dig

### Diga
- Digalakis, Vassilis (* 1963), griechischer Politiker (Nea Dimokratia) und Hochschullehrer
- Digão (* 1985), brasilianischer Fußballspieler
- Digard, Didier (* 1986), französischer Fußballspieler
- Digard, Uschi (* 1948), schwedische Schauspielerin, Erotik-Darstellerin und Fotomodell

### Digb
- Digbeu, Alain (* 1975), französischer Basketballspieler
- Digbeu, Tom (* 2001), französisch-spanischer Basketballspieler
- Digby, Everard, englischer Philosoph und Humanist
- Digby, George, 2. Earl of Bristol († 1677), englischer Politiker
- Digby, Henry (1770–1842), britischer Marineoffizier
- Digby, Jane (1807–1881), britische Aristokratin und AbenteurerinJane Digby (1807–1881)

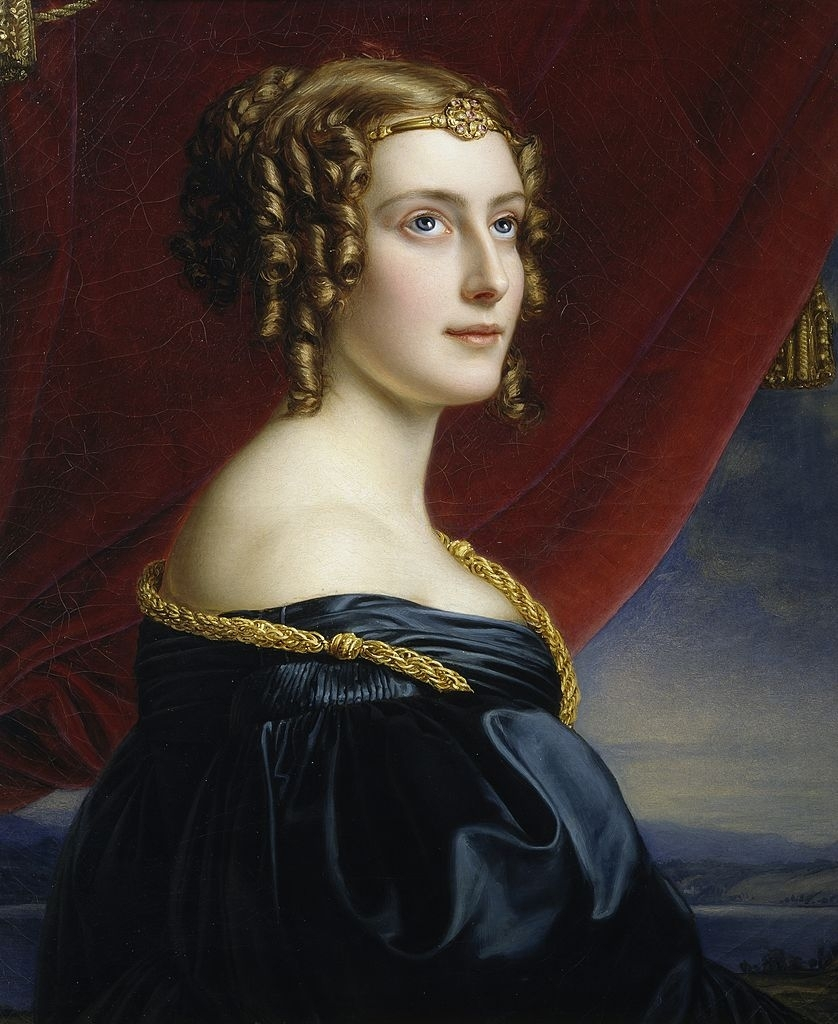
Jane Digby (1807–1881)

- Digby, Kenelm (1603–1665), englischer Naturphilosoph und Höfling
- Digby, Marié (* 1983), US-amerikanische Sängerin und Songwriterin
- Digby, Thomas (* 1998), britischer Ruderer

### Digd
- Digdat (* 1999), englischer Rapper

### Dige
- Digel, Helmut (* 1944), deutscher Handballspieler, Sportwissenschaftler und Sportfunktionär
- Digeon von Monteton, Albrecht (1887–1946), deutscher General
- Digeon von Monteton, Constantin (1886–1944), deutscher Generalmajor
- Digeon von Monteton, Friedrich (1786–1865), deutscher Rittergutsbesitzer
- Digeon von Monteton, Otto (1822–1913), deutscher Offizier, Gutsbesitzer und Autor
- Digeon von Monteton, Wilhelm (1853–1931), deutscher Generalmajor
- Digeon, Claude (1920–2008), französischer Romanist und Literaturwissenschaftler
- DiGeorge, Angelo Mario (1921–2009), US-amerikanischer Mediziner
- Digerud, Geir (* 1956), norwegischer Radsportler
- Digerud, Per (1933–1988), norwegischer Radrennfahrer
- Diges, Daniel (* 1981), spanischer Schauspieler und Sänger
- Digeser, Andreas (1925–2010), deutscher Literaturwissenschaftler und Fremdsprachendidaktiker

### Digg
- Digga D (* 2000), englischer Drill-Rapper
- Diggance, Christina (* 1966), deutsche Politikerin (Die Violetten)
- Diggelmann, Alex (1902–1987), Schweizer Künstler
- Diggelmann, Heidi (1936–2022), Schweizer Medizinerin
- Diggelmann, Oliver (* 1967), Schweizer Rechtswissenschafter
- Diggelmann, Walter (1915–1999), Schweizer Radrennfahrer
- Diggelmann, Walter Matthias (1927–1979), Schweizer Schriftsteller
- Digges, Dudley (1879–1947), irischer Film- und Theaterschauspieler
- Digges, Thomas (1546–1595), englischer Kosmograph
- Diggins, Jessie (* 1991), US-amerikanische Skilangläuferin
- Diggins, Kurt (1913–2007), deutscher Marineoffizier und ehrenamtlicher Funktionär in verschiedenen maritimen Verbindungen
- Diggins-Smith, Skylar (* 1990), US-amerikanische Basketballspielerin
- Diggle, James (* 1944), britischer Klassischer Philologe

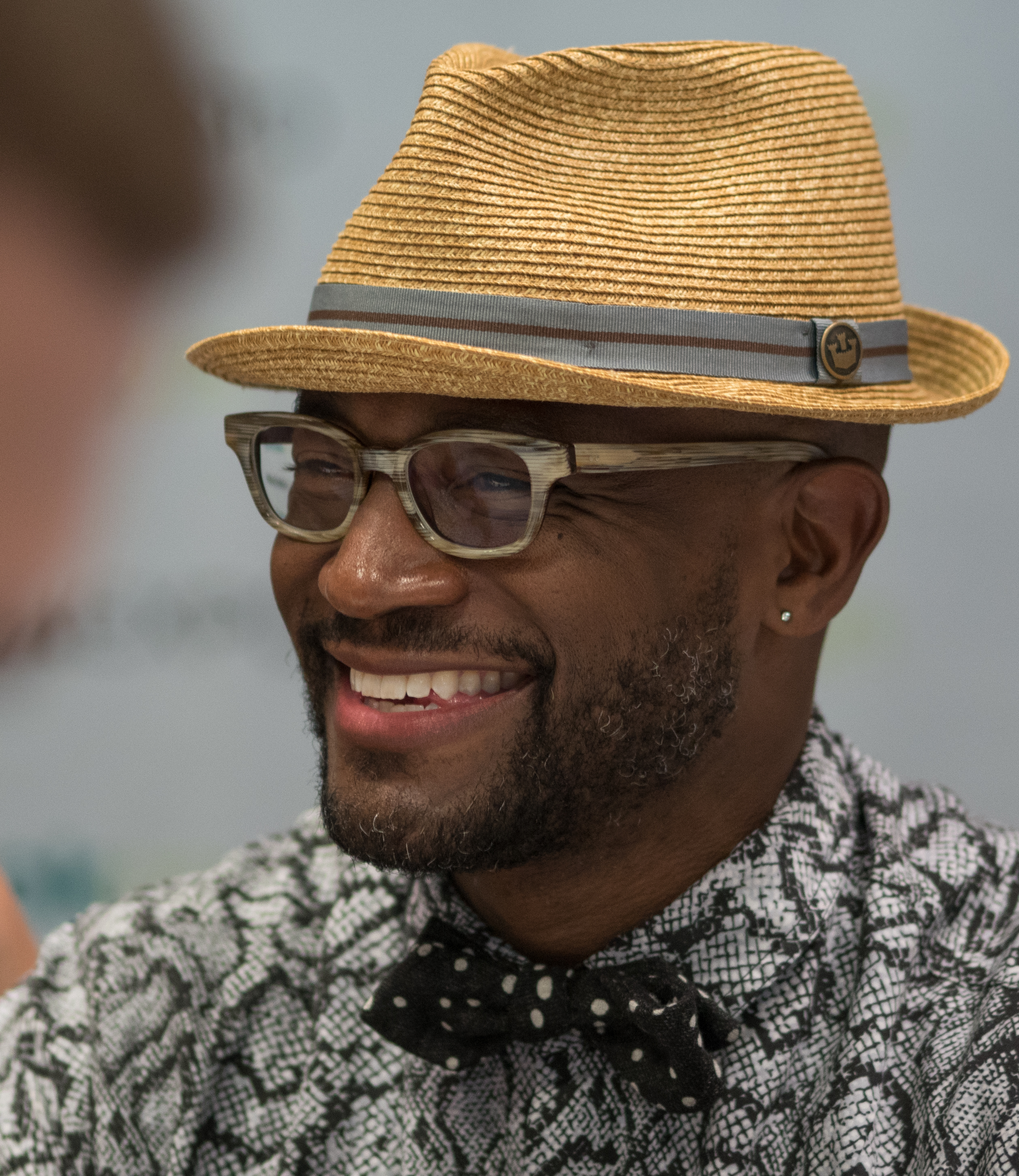
Taye Diggs (* 1971)

- Diggs, Charles (1922–1998), US-amerikanischer Politiker
- Diggs, Daveed (* 1982), US-amerikanischer Schauspieler und RapperDaveed Diggs (* 1982)

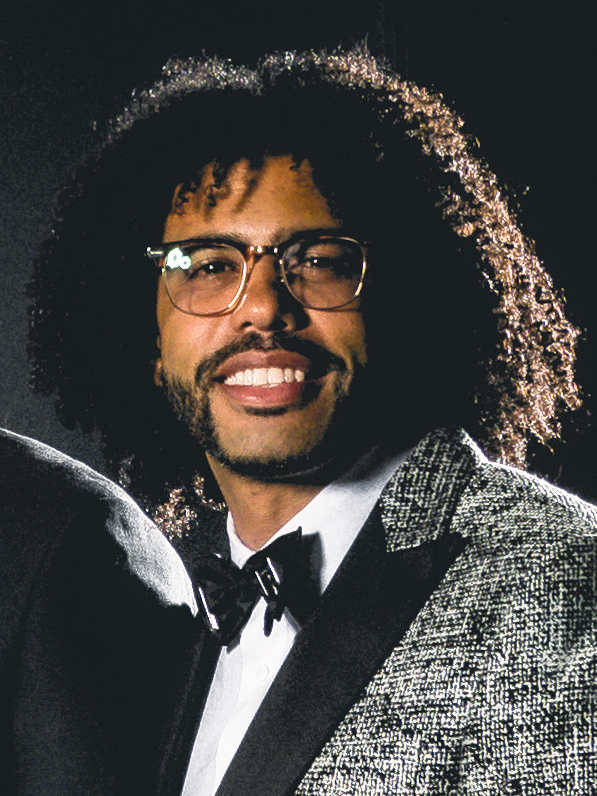
Daveed Diggs (* 1982)

- Diggs, Ellen Irene (1906–1998), US-amerikanische Soziologin und Anthropologin
- Diggs, Joetta Clark (* 1962), US-amerikanische Leichtathletin
- Diggs, Marissa (* 1992), US-amerikanische Fußballspielerin
- Diggs, Quandre (* 1993), US-amerikanischer American-Football-Spieler
- Diggs, Quincy (* 1990), österreichisch-amerikanischer Basketballspieler
- Diggs, Stefon (* 1993), US-amerikanischer Footballspieler
- Diggs, Talitha (* 2002), US-amerikanische Sprinterin
- Diggs, Taye (* 1971), amerikanischer Musical- und FilmschauspielerTaye Diggs (* 1971)
- Diggs, Trevon (* 1998), US-amerikanischer American-Football-Spieler
- Diggson, Johnny (* 1993), deutscher Battle-Rapper
- Diggy-MO’ (* 1978), japanischer Rapper und Musikproduzent

### Digh
- Dighou, Karim (* 1970), belgischer Taekwondo-Sportler und Taekwondo-Trainer
- Dighton, Gary (1968–2015), britischer Radrennfahrer
- Dighton, John (1909–1989), britischer Drehbuchautor und Schriftsteller

### Digi
- DiGiovanni, Nick (* 1996), US-amerikanischer Koch und Internetpersönlichkeit
- Digirolamo, Don, US-amerikanischer Tontechniker
- Digital Farm Animals (* 1989), britischer Musikproduzent und Songwriter
- Digitalino, Serio (* 1956), italienischer Bildhauer und Maler
- DiGiulian, Sasha (* 1992), US-amerikanische Kletterin

### Digl
- Diglas, August (1902–1981), österreichischer Filmkaufmann und Produktionsleiter
- Diglis, Pavlos (1931–2019), griechisch-zypriotischer Politiker

### Dign
- Digna, Osman (1836–1926), General in der Armee des Mahdi Muhammad Ahmad in Sudan
- Dignaga († 540), indischer Logiker
- Dignam, Basil (1905–1979), britischer Schauspieler
- Dignam, Mark (1909–1989), britischer Schauspieler
- Dignan, Peter (1955–2013), neuseeländischer Ruderer
- Dignaß, Uwe (* 1963), deutscher Fußballtorhüter und Torwarttrainer
- Digne, Lucas (* 1993), französischer FußballspielerLucas Digne (* 1993)

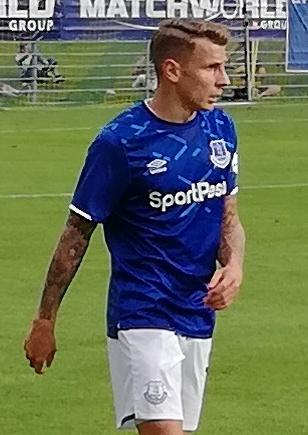
Lucas Digne (* 1993)

- Digneffe, Émile (1858–1937), belgischer Politiker und Senatspräsident

### Digr
- DiGregorio, Abbey (* 1980), US-amerikanische Schauspielerin und Synchronsprecherin
- DiGregorio, Gaspar (1905–1970), US-amerikanischer Mafioso und Oberhaupt des Chikago Outfit
- Digruber, Franz (* 1940), österreichischer Skirennläufer
- Digruber, Grete (1945–2010), österreichische Skirennläuferin
- Digruber, Marc (* 1988), österreichischer Skirennläufer

### Digu
- Diguelman, Ludivine (* 1984), französische Fußballspielerin
- Diguet, Christophe (* 1978), französischer Radrennfahrer

### Digw
- Digweed, John (* 1967), englischer DJ und Musikproduzent im Bereich der progressiven Trance- und Housemusik